# 土耳其共产党1920
土耳其共产党1920（土耳其語：Türkiye Komünist Partisi 1920，缩写为TKP 1920）是土耳其的一个已不存在的共产主义政党。该党成立于2012年2月6日。2016年11月12日，该党改组为社会主义解放党。
该党的政治立场是极左翼。该党的意识形态是共产主义、马克思列宁主义。该党的总主席是Murat Nergis。该党的总部位于安卡拉。该党曾参加联合六月运动。